# Гайдурас
Гайдура̀с (на гръцки: Γαϊδουράς; на турски: Korkuteli) е село в Кипър, окръг Фамагуста. Според статистическата служба на Северен Кипър през 2011 г. селото има 611 жители.
Де факто е под контрола на непризнатата Севернокипърска турска република.